# 神山まさみ

神山 まさみ（かみやま まさみ、1月25日 - ）は、日本の女性声優、ナレーター。兵庫県出身。本名・旧芸名、神山 雅美（読み同じ）。

## 経歴
以前はボイスプロダクション、青二プロダクション、洒落（sharaku）に所属していた。

## 出演
太字はメインキャラクター。

### テレビアニメ
- ひみつのアッコちゃん

1989年
- キテレツ大百科（1989年 - 1994年、女生徒A、妙子の友達）

1990年
- かりあげクン（女店員、主婦）
- 魔法使いサリー（1989年版）（女子高生）

1991年
- まじかる☆タルるートくん（女生徒、男の子）

1992年
- 超電動ロボ 鉄人28号FX（少女警備員）
- ツヨシしっかりしなさい（女A、女子大生A）
- 美少女戦士セーラームーン（くり）

1993年
- 蒼き伝説 シュート!（女の子C）
- うちのショコラ（マコト）
- GS美神 極楽大作戦!!（プールの女）
- 美少女戦士セーラームーンR（先生、女生徒）

1994年
- 真拳伝説タイトロード（イザベラ・フィオレッティ[1]）

1995年
- 世界名作童話シリーズ ワ〜ォ!メルヘン王国（奥さんB）

### OVA
- スローステップ（ソフトボール部員A、部員A、キャプテン）
- ドミニオン（美女）
- BE-BOP-HIGHSCHOOL（駅アナ）

### 劇場アニメ
1995年
- カッタ君物語

### ゲーム
2004年
- SIMPLE2000シリーズ Vol.58 THE 外科医（八島芳子）

### ドラマCD
- 幸せはこんなカタチでやってくる（女子社員）

### 吹き替え
- アニメ80日間世界一周（院長）

### 番組
- チェック!ザ・No.1（2008年10月17日 - 2009年3月13日、MBSテレビ）
- 吉本陸上競技会（MBSテレビ）
- オサム（MBSテレビ）
- 知っとこ!（2003年3月29日 - 、MBSテレビ）
- 我が家の自慢料理（NHK）
- 日曜ビッグバラエティ（テレビ東京）
- 姫路のひろば（サンテレビ）
- 四季の釣りII（京都放送、サンテレビ）
- 展示会へ行こう!（TwellV）
- 会社を辞めたいあなたへ（BeeTV）

### CM
- セネファ「せんねん灸」
- ライオン株式会社「中外胃腸薬細粒」（現商品名：スクラート胃腸薬）
- 日栄（現社名：日本保証）
- ダイコロ
- 日本食肉Jビーフ
- 近畿日本ツーリスト
- 大日本除虫菊「金鳥」（2003年ACCグランプリ受賞）
- エルセラーン化粧品
- NTTドコモ

### パチスロ
- ゲゲゲの鬼太郎（砂かけ婆）